# Ivan Grandtner
Ivan Grandtner (10. ledna 1943, Michalovce – 29. července 1991) byl československý hokejový útočník - centr.

## Hráčská kariéra
Dlouholetý hráč bratislavského Slovanu, který s týmem získal 10 medailových umístění, 5× stříbro a 5× bronz, na první historický titul mistra Československa to nevyšlo.
Jako reprezentant se zúčastnil pouze MS 1967 ve Vídni v Rakousku, kde československý tým obsadil 4. místo. Před posledním zápasem se Sovětským svazem tým měl šanci i na stříbrnou medaili, v zápase však tahal tzv. za kratší konec a zápas prohrál 2:4. V rámci hodnocení Evropy tým skončil na třetím místě.
V reprezentačním dresu odehrál celkem 38 zápasů a vstřelil 16 gólů.